# Eotriceratops
Eotriceratops là một chi khủng long, được Wu X. Brinkman Eberth & Braman mô tả khoa học năm 2007.